# Álgebra de Jordan
En álgebra abstracta, el álgebra de Jordan es un álgebra sobre un cuerpo (no necesariamente asociativa) cuya multiplicación satisface los siguientes axiomas:
1. {\displaystyle xy=yx} (ley conmutativa)
2. {\displaystyle (xy)(xx)=x(y(xx))} (Identidad de Jordan).

El producto de los elementos x e y en un álgebra de Jordan álgebra se escribe como x ∘ y, para evitar una confusión con el producto relacionado con un álgebra asociativa.
Las álgebras de Jordan fueron introducidas inicialmente por Pascual Jordan (1933) para formalizar la noción de un álgebra de observables en mecánica cuántica.
- Datos: Q649977